# Самаркандское высшее военное автомобильное командное училище
Самаркандское высшее военное автомобильное командное училище имени Верховного Совета Узбекской ССР (СВВАКУ) — военное учебное заведение Министерства обороны СССР и Министерства обороны Республики Узбекистан. Также было известно как Самаркандское высшее военное автомобильное командно-инженерное училище (СВВАКИУ) (узб. Самарқанд олий ҳарбий автомобиль қўмондонлик-муҳандислик билим юрти / Samarqand oliy harbiy avtomobil qo‘mondonlik muhandislik bilim yurti).

## История

### Советский период
Достоверных сведений об учебных заведениях, которые являлись предшественниками Самаркандского высшего военного автомобильного училища, не имеется.
Из сведений, касающихся возможных предшественников СВВАКУ, известно, что в ноябре 1941 года в Самарканд из г. Харьков Украинской ССР было передислоцировано 2-е Харьковское бронетанковое училище, сформированное 12 августа 1941 года. В 1946 году данное училище было переименовано в Самаркандское танко-техническое училище.
23 сентября 1969 года, постановлением Совета министров СССР в городе Самарканд Узбекской ССР было сформировано Самаркандское высшее танковое командное училище, задачей которого являлась подготовка командиров танковых взводов. Сведений, на основе какого учебного заведения (воинской части) было сформировано танковое училище, не имеется.
Приказом Министра обороны СССР № 190 от 23 мая 1973 года Самаркандское высшее танковое командное училище было преобразовано в Самаркандское высшее военное автомобильное командное училище. Задачей училища ставилось подготовка командиров автомобильных взводов.
В 1979 году училищу было присвоено почётное название «имени Верховного Совета Узбекской ССР».

### Училище в Независимом Узбекистане
В 1992 году Самаркандское высшее военное автомобильное командное училище (СВВАКИУ) перешло под юрисдикцию Узбекистана. Вместе с ним Узбекистану отошли Ташкентское высшее общевойсковое командное училище и Ташкентское высшее танковое командное училище.
В связи с политикой властей республики, нацеленной на полную подготовку офицерских кадров для вооружённых сил собственными силами, на базе доставшихся в наследство от СССР имевшихся военных учебных заведений, была осуществлена многопрофильная схема обучения. На базе автомобильного училища, которое в 1993 году сменило название на Самаркандское высшее военное автомобильное командно-инженерное училище, были созданы факультеты по подготовке иных военно-учётных специальностей кроме как «командир автомобильного взвода».
Для разнопрофильного обучения в СВВАКИУ в разные годы были созданы следующие кафедры и факультеты:
- 1996 год — кафедра воспитательной работы и военной психологии;
- 1999 год — кафедра ракетно-артиллерийского вооружения с созданием малого артиллерийского полигона;
- 2004 год — кафедра инженерных войск и войск РХБЗ, и факультет тылового обеспечения имеющий в своём составе кафедры продовольственного и вещевого обеспечения, кафедру снабжения ГСМ.

С 1997 года на факультетах Самаркандского высшего военного автомобильного командно-инженерного училища осуществлялась подготовка по следующим 5 военно-учётным специальностям:
- командно-тактические специальности
  - командир автомобильного взвода;
  - командир инженерно-сапёрного взвода;
- командно-технические специальности
  - заместители командиров рот по эксплуатации и ремонту автомобильной техники.
- офицеры — специалисты тылового обеспечения;
- офицеры по работе с личным составом и культурно-досуговой работе

Обучение производилось по 4-годичному циклу.
Училище было расформировано в 2018 году: в настоящее время на его территории функционирует Центр подготовки младших специалистов.

## Начальники
Неполный список начальников училища:
- Полковник Вержбицкий, Михаил Сидорович — 1946—1947[9]
- Генерал-майор Черевко, Алексей Константинович — 1969—нет данных[8]
- Генерал-майор Редько, Анатолий Петрович — нет данных[8]
- Генерал-майор Валентин Григорьевич Пихуля — нет данных[8]
- Генерал-майор Николай Михайлович Горохов  — нет данных[8]
- Генерал Бахри Нарзиевич Тухтаев - 1995-1999